# Aguas de Oro
Aguas de Oro fue una agrupación femenina de tecnocumbia peruana creada a mediados del año 2011 por las exvocalistas de Agua Bella, siendo estas, Evelyn Campos y Giuliana Rengifo.

## Historia
Aguas de Oro se formó el 23 de septiembre de 2011 por Evelyn Campos y Giuliana Rengifo siendo estas, la fundadora y la vocalista emblemática de la agrupación de cumbia Agua Bella. A un mes de la fundación, comenzaron de inmediato las giras por diferentes países del mundo, entre los cuales están; Europa, Bolivia, Colombia y Chile, hasta en la misma República Peruana.
Durante el año 2012 y 2013 la agrupación se dedicó intensivamente en retomar temas pedidas por el público, que fueron grabados durante su trayecto por Agua Bella, entre los cuales están: "Imposible olvidarte", "Cariño loco", "Pasito tun tun", "Porque porque" y más. A principios de noviembre del año 2013, se estrenaron otros temas para radio y TV. Tras la salida de Giuliana Rengifo, incluyeron a su formación las vocalistas Alejandra Pascucci y Yandira Maguiña.
Evelyn junto a Pascucci llevaron la agrupación en la gira de Chile. En noviembre del año 2013 durante las elecciones presidenciales de dicho país, Aguas de Oro acompañaron durante 15 días la promoción de la candidata a diputada del partido de la nueva mayoría Daniella Cicardini, en que se realizaron conciertos por varias ciudades como Copiapó, Chañaral, La Serena y Santiago de Chile.
Para 2014, se conformaron: Evelyn Campos, Alejandra Pascucci, Kerly Masgo, Yandira Maguiña y Karen Vitela. En 2015, después de varias giras a Chile, la agrupación dejó el nombre de Aguas de Oro para enfocarse en Banda de Oro a cargo exclusivamente de Campos.